# Талак

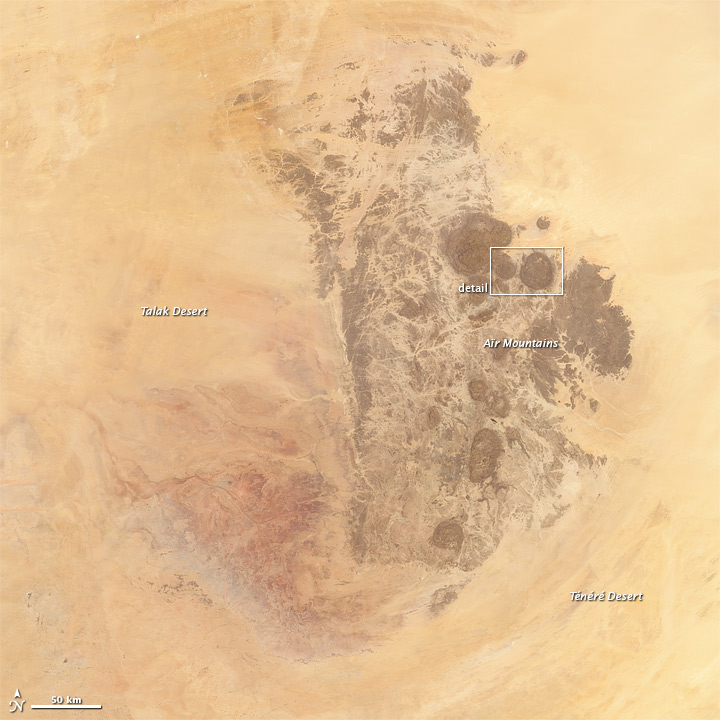
Супутниковий знімок пустелі

Талак — пустеля у західному Нігері, а також в Алжирі і Малі. Складена піщаними дюнами. Територія пустелі становить близько 100 000 км². Талак є частиною пустелі Сахара. Цей район широко зрошується малими водотоками, що впадають у річку Нігер, що робить пустелю менш безплідною, ніж інші частини Сахари.
Тут були зроблені палеонтологічні відкриття нині вимерлої флори і фауни (знайдені викопні рештки динозаврів). У східній частині проходить транссахарське шосе, яке пов'язує Алжир з нігерійським містом Кано.